# Dret anglosaxó

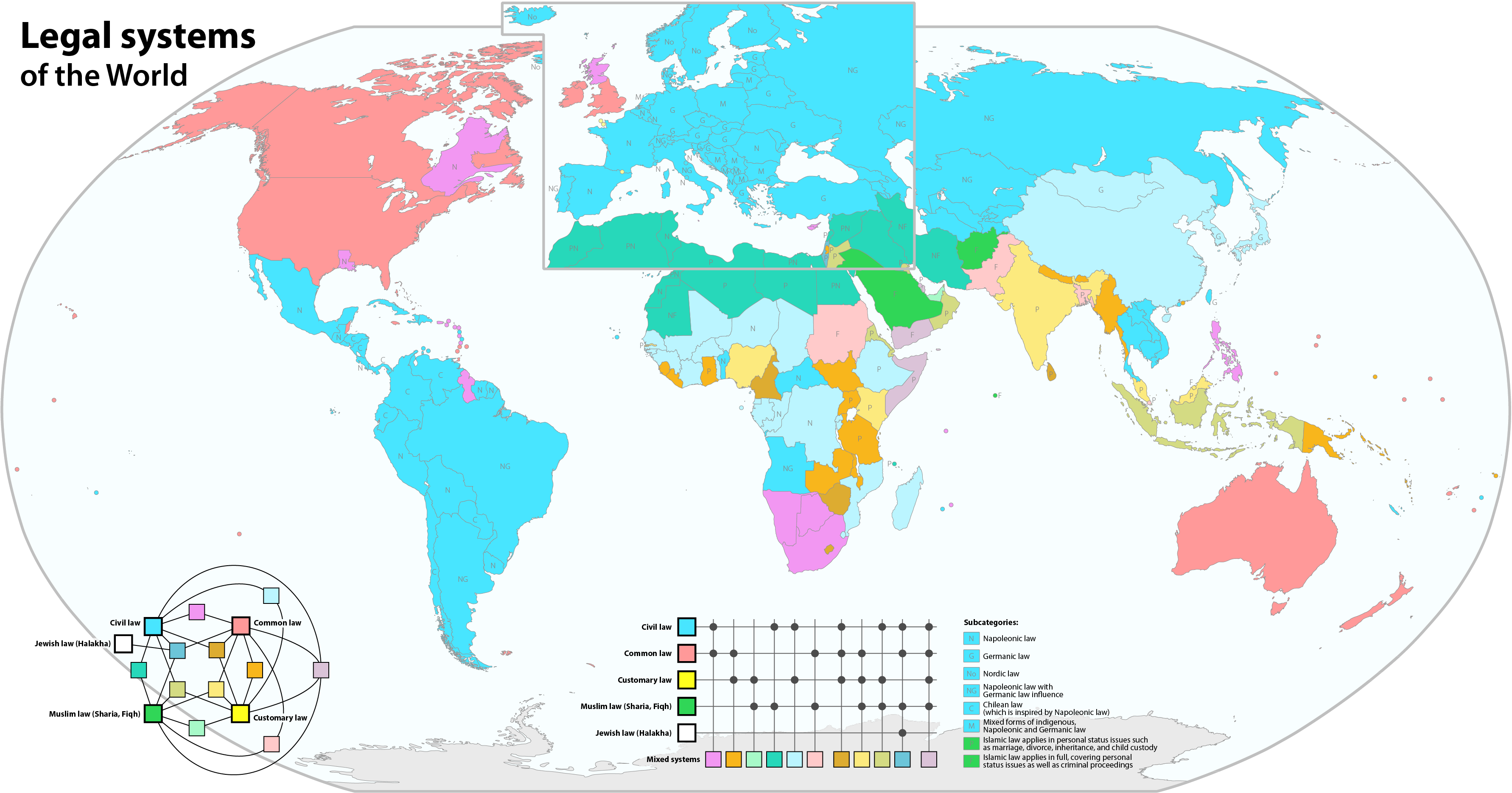
Mapa dels països amb sistemes de Dret anglosaxó

El dret anglosaxó (o common law) deriva del sistema de dret que s'aplicava a Anglaterra a l'edat mitjana, a partir de la conquesta normanda d'Anglaterra, i es fa servir a gran part dels territoris amb influència britànica. La principal font del dret anglosaxó era el costum, i per això se'n diu common law. Posteriorment va evolucionar cap a un dret jurisprudencial.
Com a característica principal té la de basar-se més en la jurisprudència que en les lleis, a diferència del dret continental.

## Principis bàsics
El dret anglosaxó (jurisprudencial) resulta més flexible que el dret romà (legalista). En contrast, el procés legislatiu resulta molt lent en el dret anglosaxó.
El sistema de dret anglosaxó es basa, sobretot, en les anàlisis de les sentències judicials dictades pel mateix tribunal o algun dels seus tribunals superiors (aquells als que es pot apel·lar les decisions preses per l'esmentat tribunal) i en les interpretacions que en aquestes sentències es donen en les lleis, per això les lleis poden ser ambigües en molts aspectes, ja que s'espera que els tribunals les clarifiquin (o aquests tribunals ja ho han fet sobre lleis anteriors però similars).
S'estableix el principi que no és just tractar de manera similar fets diferents o sorgits en diferents ocasions.
El principi stare decisis marca que els casos similars haurien de ser decidits amb normes de principis consistents, amb el que haurien d'arribar a resultats similars.
D'altra banda hi ha interpretacions judicials que creen figures jurídiques noves, cosa que en principi era la norma però que actualment és l'excepció. Avui en dia és més comú que les lleis creïn figures completament noves o que estandarditzin i fixin les regles abans establertes per les sentències judicials.
Cal remarcar que, en casos posteriors, el principi de la ratio decidendi de les sentències judicials prèviament dictades obliguen un tribunal (i als tribunals inferiors a aquest) a pronunciar-se de la mateixa manera o de forma similar. Per aquest motiu l'estudi del sistema es basa en l'anàlisi detallada de les sentències, de les quals s'indueix la norma jurídica. Aquest estudi aboca a l'elaboració d'un "cas típic", el qual es compara amb la situació en estudi per veure si és similar o no. En moltes ocasions s'analitzen diverses sentències que contenen el mateix principi, vist des de diverses perspectives, per a extreure'n finalment la norma jurídica que s'aplicarà al cas en estudi.

## Evolució
En l'actualitat, la diferència entre el sistema del dret romà i el del dret anglosaxó es va reduint, ja que es verifica en aquest segon sistema una tendència a codificar les regles jurídiques, és a dir, fer normes escrites que estan desplaçant gradualment els antics precedents judicials.